# Streptogonopus contortipes
Streptogonopus contortipes är en mångfotingart som beskrevs av Carl Graf Attems 1898. Streptogonopus contortipes ingår i släktet Streptogonopus och familjen orangeridubbelfotingar. Inga underarter finns listade i Catalogue of Life.